# 边防督办
边防督办，官名。北洋政府设置，节制两省以上，其性质与巡阅使相似。其机构成为“边防督办公署”。

## 边防督办列表
- 督办参战事务处（简称“参战处”）/督办边防事务处（简称“边防处”）[1]：1917年12月18日，代理大总统冯国璋命令段祺瑞为“参战督办”，借助日本军事顾问与军火，编练“参战军”。1918年3月1日成立督办参战事务处[2]。1919年7月21日，大总统徐世昌发布命令，称世界大战已经结束，督办参战事务处改为督办边防事务处，综理边防事务，继续办理参战处未尽各事；“参战军”改称“边防军”。下设四处：参谋处（边防处参谋长傅良佐）、军备处（陆军部军械司长翁之麟）、机要处（陆军部次长张志潭）、副官处（陆军被服厂厂长卫兴武）。1920年7月，直皖战争中段祺瑞被击败，1920年7月19日段祺瑞通电下野，辞去边防督办等职，其所辖“边防军”由陆军部遣散。
- 西北边防督办：民国十二年(1923年)五月十一日北洋政府特派冯玉祥为西北边防督办。[3]1925年1月4日，冯玉祥接受了段祺瑞执政府委任他的“西北边防督办”一职，前往张家口就职。[4]
- 西北边防会办：马福祥
- 东北边防屯垦督办：张作霖
- 粤边防务督办：陆荣廷
- 广东边防督办：陆荣廷
- 广西边防督办：陆荣廷
- 川滇边防督办：刘湘
- 川陕边防督办：刘存厚
- 赣粤边防督办：方本仁
- 川黔边防督办：袁祖铭
- 闽粤边防督办：孙传芳
- 桂粤边防督办： 沈鸿英
- 粤桂边防督办：林俊廷
- 川康边防督办：刘湘
- 陕甘边防督办：孔繁锦
- 胶澳商埠督办：朱庆澜
- 滇黔边防督办：袁祖铭
- 湘鄂边防督办：李济臣